# Othon Coubine
Othon Coubine, född 22 oktober 1883, död 7 oktober 1969, var en fransk-tjeckisk målare och grafiker.
Outhon Coubine vann stort anseende genom sina i gammaldags ton hållna tavlor, såsom landskap, ofta med motiv från Provence, samt figurscener, såsom Pianolektion, dels även med sina kallnålsraderingar. Han hämtade ofta motiv från litterära ämnen, som Shakespeares sonetter. Från 1928 började han även verka som skulptör.